# Raoul Rosenberg
Pour les articles homonymes, voir Rosenberg.
Raoul Rosenberg est un monteur et réalisateur américain.

## Filmographie
Comme monteur
- 1998 : Wild Things (série TV)
- 1998 : Wild Horses
- 1999 : The Late Late Show with Craig Kilborn (série TV)
- 2000 : Maximum Exposure
- 2003 : Camp Jim (série TV)
- 2006 : Fast Inc. (série TV)

Comme réalisateur
- 1993 : Birth of the Sixties
- 1994 : Girth of a Nation